# Rouleaux illustrés des tengu
Les sept Rouleaux illustrés des tengu (天狗草紙, Tengu-sōshi ou Tengu-zōshi) forment un emaki généralement daté de 1296 vers la fin de l’époque de Kamakura. L’auteur y critique l’arrogance et les dérives des moines des principales écoles ou temples bouddhiques, qui, dans le folklore, pouvaient se transformer en tengu, des créatures surnaturelles ayant à la fois des traits humains et d’oiseaux. Des sept rouleaux originaux, il en subsiste cinq de nos jours, les deux autres n’étant connus que par des copies de l’époque d’Edo au XIXe siècle. L’œuvre est classée bien culturel important.

## Art desemaki

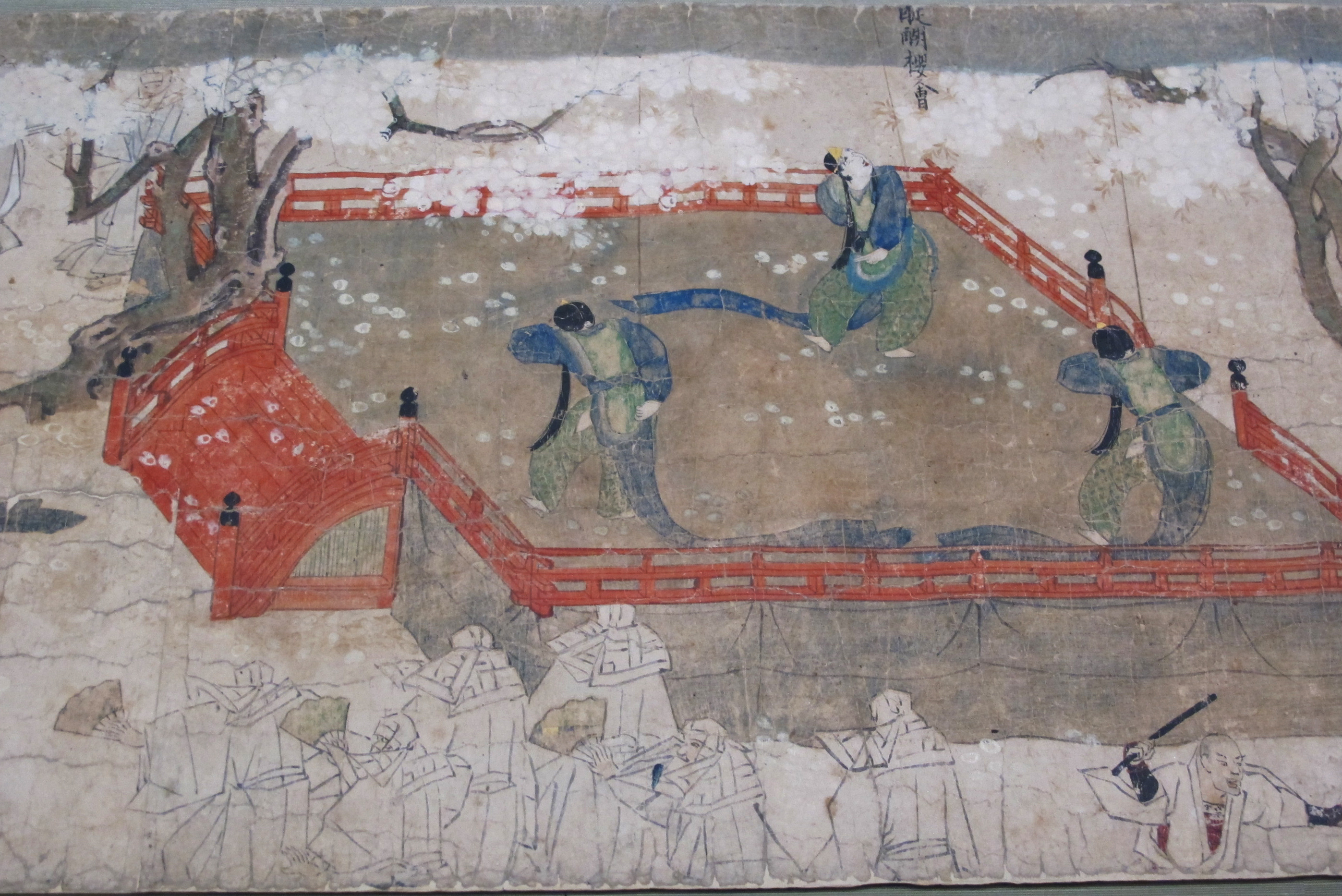
Détail du cinquième rouleau, montrant une représentation de danses rituelles.

Apparu au Japon grâce aux échanges avec l’Empire chinois, l’art de l’emaki se diffusa largement auprès de l’aristocratie à l’époque de Heian (794–1185). Un emaki se compose d’un ou plusieurs longs rouleaux de papier narrant une histoire au moyen de textes et de peintures de style yamato-e. Le lecteur découvre le récit en déroulant progressivement les rouleaux avec une main tout en le ré-enroulant avec l’autre main, de droite à gauche (selon le sens d’écriture du japonais), de sorte que seule une portion de texte ou d’image d’une soixantaine de centimètres est visible. La narration suppose un enchaînement de scènes dont le rythme, la composition et les transitions relèvent entièrement de la sensibilité et de la technique de l’artiste. Les thèmes des récits étaient très variés : illustrations de romans, de chroniques historiques, de textes religieux, de biographies de personnages célèbres, d’anecdotes humoristiques ou fantastiques…

## Tengu
Les tengu sont des créatures du folklore japonais associées aux montagnes, souvent craintes par les humains. Ils sont généralement représentés comme des humanoïdes ayant des traits d’oiseaux (par exemple bec, ailes, griffes). 
Dans les croyances populaires, les moines bouddhistes s’étant éloignés des enseignements de leur religion pouvaient se transformer en tengu.

## Description des rouleaux

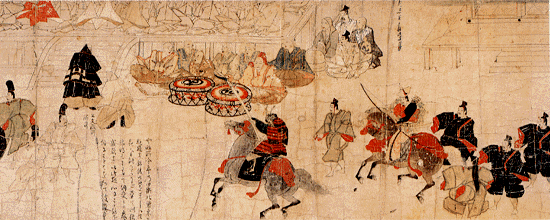
Détail du quatrième rouleau, montrant une scène de dengaku mêlant dans costumée et musique.

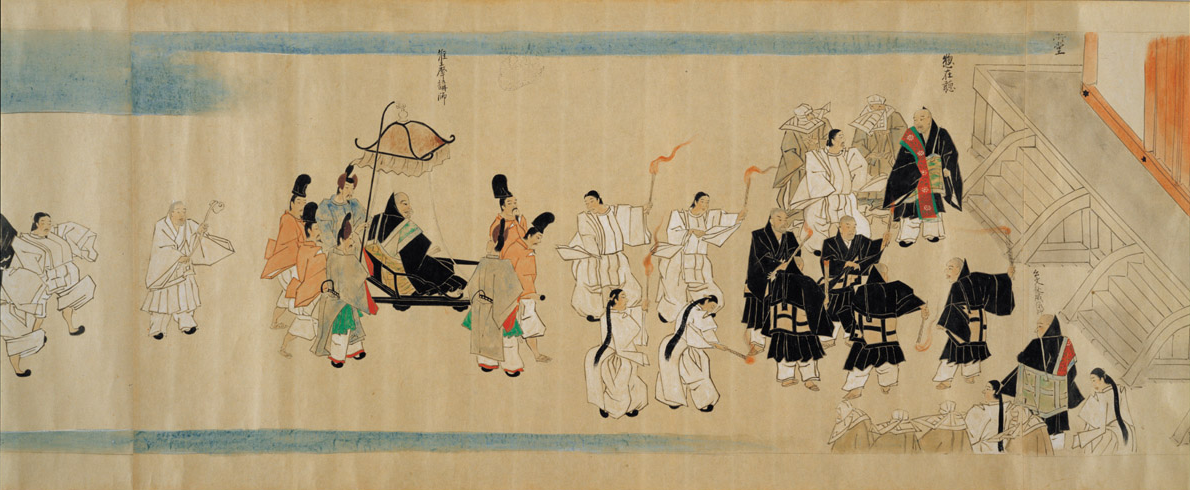
Détail de la copie du premier rouleau réalisée en 1817.

Les sept Rouleaux illustrés des tengu sont de nos jours séparés et entreposés dans différentes collections. Seuls cinq d’entre eux sont des originaux, les deux autres étant des copies de rouleaux plus anciens. Le premier rouleau comprend une préface datant l’œuvre originale de 1296 durant l’époque de Kamakura, mais sans révéler l’auteur ou le commanditaire qui demeurent inconnus. Les deux copies sont de la main de Kanō Osanobu (aussi connu sous le nom de Kanō Seisen’in) et sont datées de 1817.
Les cinq premiers rouleaux comprennent un texte calligraphié suivi d’une longue portion peinte, tandis que le sixième comprend cinq textes et peintures, et le septième deux textes et une peinture. Chaque rouleau est associé à un ou plusieurs temples bouddhiques du Japon,,, :
1. Rouleau du Kōfuku-ji (copie), 30,1 × 1 555 cm, de nos jours conservé au musée national de Tokyo ;
2. Rouleau du Tōdai-ji (copie), 30,1 × 469,4 cm, de nos jours conservé au musée national de Tokyo ;
3. Rouleau du Enryaku-ji, 29,4 × 1 516,2 cm, de nos jours conservé au musée national de Tokyo ;
4. Rouleau du Onjō-ji (Mii-dera), 29,4 × 748,8 cm, collection privée Miyamoto, exposé au musée préfectoral d’art d’Ishikawa[8] ;
5. Rouleau du Tō-ji, Daigo-ji et mont Kōya, 30 × 1 070,8 cm, de nos jours conservé au musée national de Tokyo ;
6. Rouleau du Mii-dera, 29,8 × 1 293,1 cm, collection privée Nakamura ;
7. Rouleau du Mii-dera, 30,7 × 1 030,1 cm, de nos jours conservé au musée Nezu.

En plus de ces peintures existent deux autres copies de portions des peintures des rouleaux du Mii-dera, un à l’université Nihon et un au musée national de Kyoto. Le musée Kanazawa Bunko possède également une version alternative des textes écrite par le moine Kenna (1261–1338) en dix rouleaux manuscrits (sans illustration).
L’auteur de l’emaki révèle dans la préface vouloir dénoncer les mauvaises pratiques et l’arrogance des moines et prêtres qui se seraient, selon lui, éloignés du véritable bouddhisme. Chaque temple appartient à une ou plusieurs écoles bouddhiques importantes : les écoles de Nara dans les deux premiers rouleaux, l’école Tendai dans le troisième et quatrième, l’école Shingon dans le cinquième, et le bouddhisme de la Terre pure (Jōdo-kyō) dans le sixième, dont plusieurs écoles émergent durant l’époque de Kamakura. Le septième rouleau montre quant à lui la rédemption possible pour les moines qui retrouvent le chemin du bouddhisme. Chaque rouleau est associé à l’un des sept péchés d’orgueil, et les moines y sont représentés par une des sept catégories de tengu. L’ensemble appartient donc au registre de la caricature, en représentant des moines par des tengu, ainsi qu’au registre de la satire sociale en montrant les dérives du clergé, fait unique dans les emaki subsistants de l’époque,.

## Style

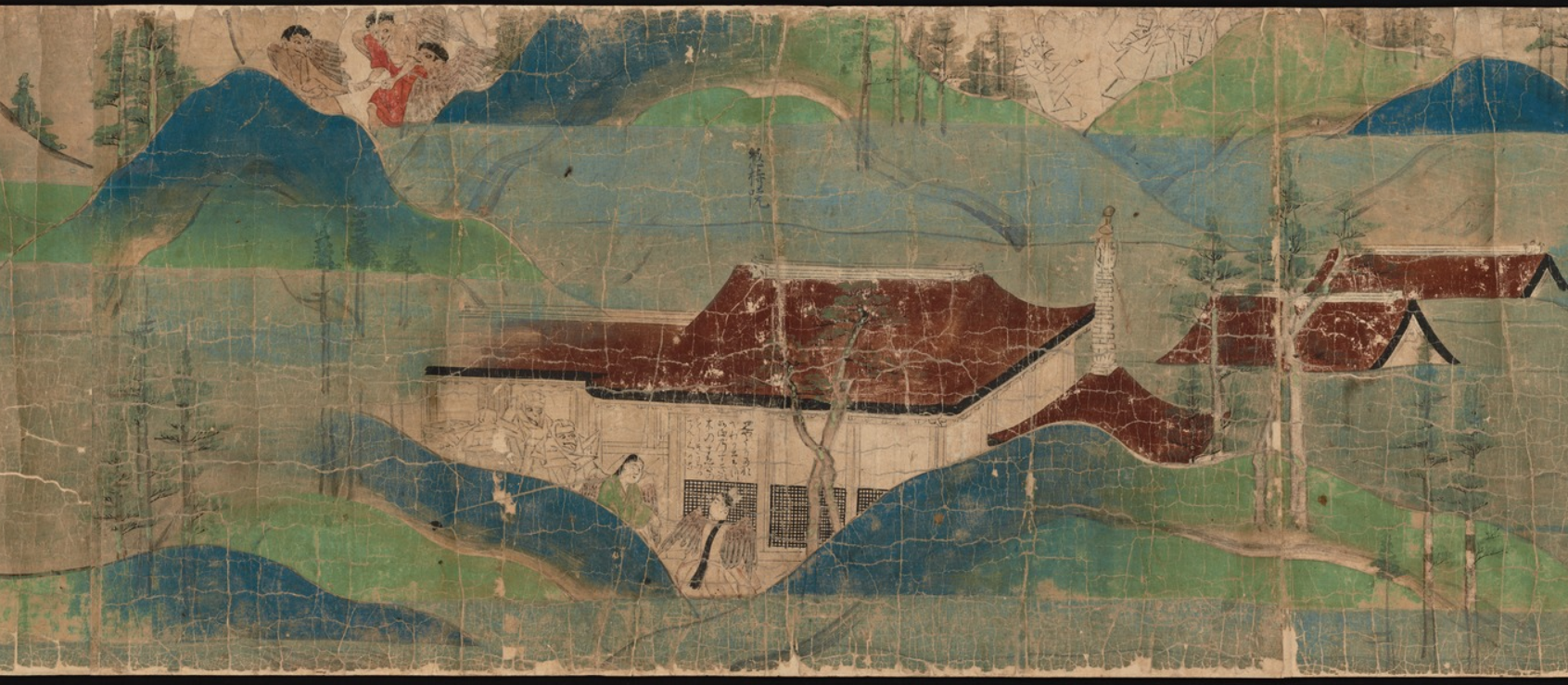
Détail du troisième rouleau, montrant le complexe religieux du mont Hiei et des tengu.

Les Rouleaux illustrés des tengu forment un exemple du style traditionnel de peinture yamato-e typique de l’art des emaki durant l’époque de Kamakura. Les illustrations, relativement réalistes, ont pour fonction de montrer les dérives des moines et les agissements de tengu. Les lignes à l’encre sont souples et les couleurs sont apposées avec soin, de façon vive ou parcimonieuse selon les sections. La qualité du trait et des compositions révèlent probablement la main d’un peintre professionnel.
Les compositions dans les cinq premiers rouleaux sont très similaires : une seule longue section peinte montre une succession de bâtiments religieux et de rituels, fréquemment séparés par des collines ou montagnes. Les bâtiments sont représentés en perspectives parallèles dont l’angle évolue au fur et à mesure de la peinture, orienté à gauche ou à droite. Les deux derniers rouleaux sont relativement différents : le sixième alterne cinq peintures relativement courtes avec du texte, tandis que le septième montre dans une longue peinture des réunions de tengu et leurs actes de rédemption.
En plus des portions de texte, des inscriptions (dialogues ou noms de personnage) sont incluses directement dans certaines peintures, en particulier le dernier rouleau.

## Historiographie
Les rouleaux renseignent sur la vie dans les grands temples japonais (vêtements, travaux, rituels), y compris pour la critiquer, et représentent de façon plutôt fidèle ces temples et leurs alentours,. Le troisième rouleau montre notamment le complexe religieux du mont Hiei, dont l’Enryaku-ji, avant sa destruction au XVIe siècle ; il revêt donc une très grande importance historique pour la reconstruction du complexe original.
Les rouleaux sont aussi étudiés par les historiens pour comprendre la pratique du bouddhisme et la société de l’époque de Kamakura. Les textes des rouleaux incluent de plus de nombreuses descriptions historiques sur le bouddhisme japonais et la fondation des différents temples dépeints, ainsi que les querelles entre écoles bouddhiques,.